# Ciechomie
Ciechomie [pronunciación en polaco: /t͡ɕɛˈxɔmjɛ/] es una aldea en el distrito administrativo de Gmina Sierakowice, dentro del condado de Kartuzy, voivodato de Pomerania, en el norte de Polonia. Se encuentra aproximadamente 3 kilómetros al norte de Sierakowice, 21 kilómetros al oeste de Kartuzy, y 48 kilómetros al oeste de la capital regional, Gdańsk.
Para obtener detalles sobre la historia de la región, véase también Historia de Pomerania.